# ヨーハン・ジギスムント

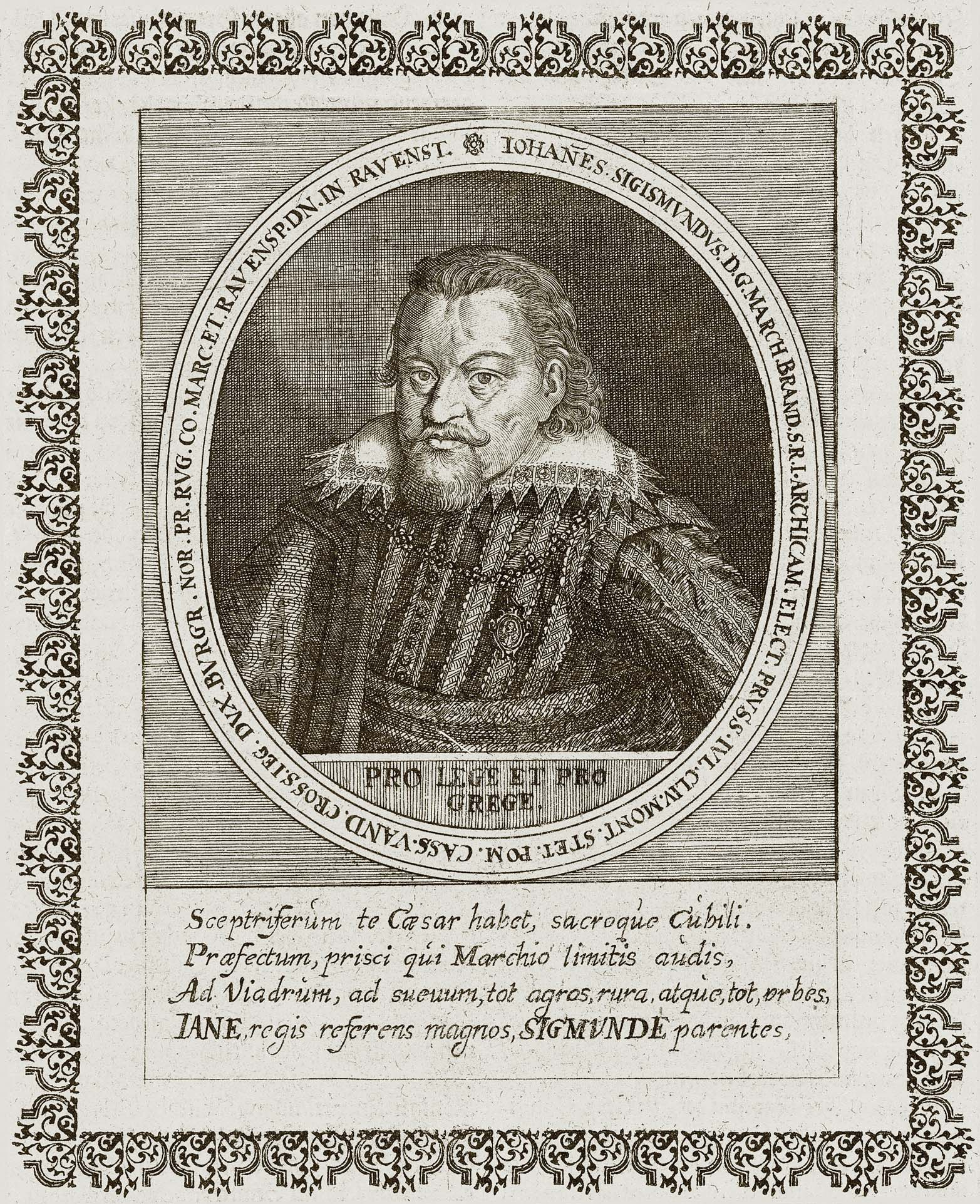
1662年刊行のTheatrum Europaeumに掲載されているヨーハン・ジギスムントの肖像

ヨーハン・ジギスムント（Johann Sigismund, 1572年11月8日 - 1619年12月23日）は、ブランデンブルク選帝侯（在位：1608年7月28日 - 1619年12月23日）及びプロイセン公（在位：1618年8月28日 - 1619年12月23日）。暴飲暴食により自ら命を縮めた暗君だったが、婚姻政策の成功によってプロイセン公国を同君連合の傘下に収め（ブランデンブルク＝プロイセン）、ホーエンツォレルン家宗家の所領を倍増させた。

## 生涯
ヨーハン・ジギスムントは1572年11月8日、ザーレ河畔のハレでブランデンブルク選帝侯ヨアヒム・フリードリヒとブランデンブルク＝キュストリン辺境伯ヨハンの娘カタリーナの間に生まれた。1594年10月30日に同族のプロイセン＝ユーリヒ＝クレーフェ＝ベルク公女アンナと結婚し、後に8人の子をもうけるが、そのうち3人は早世した。
ヨーハン・ジギスムントは1608年7月28日にブランデンブルク選帝侯に即位したが、父のように細心な行き届いた統治によってではなく、食道楽と深酒によって有名となった。この悪癖のために彼の健康は早くから損なわれたが、統治の質とはかかわりなく、彼の代でホーエンツォレルン家宗家の所領にプロイセン公国が加わり、その面積はほぼ倍加した。
当時のプロイセン公はアンナの父でホーエンツォレルン家傍流のアルブレヒト・フリードリヒであったが、彼は精神を病んでおり、公国はすでに長期間にわたってブランデンブルク選帝侯の後見の下にあった。この後見はプロイセン公に嗣子なき場合の相続契約も含んでいた。またヨーハン・ジギスムントの父ヨアヒム・フリードリヒは1603年にプロイセン公女エレオノーレと再婚していたが、エレオノーレはヨーハン・ジギスムントの妻アンナの妹であった。この結婚によってプロイセンとブランデンブルクは2重に結ばれることになり、義理の母マリー・エレオノーレに属するユーリヒ及びライン河畔の所領も相続財産に加わった。しかし、1609年に義理の叔父にあたるユーリヒ＝クレーフェ＝ベルク公ヨハン・ヴィルヘルムが死去すると、プファルツ＝ノイブルク公フィリップ・ルートヴィヒがヨハン・ヴィルヘルムの義兄にあたることから継承権を主張、この遺領争奪戦（ユーリヒ＝クレーフェ継承戦争）は1614年までかかった。
1613年、ヨーハン・ジギスムントは政治的な打算からカルヴァン派に改宗し、クーアプファルツのカルヴァン派を保護するとともにライン地方におけるオランダとの争いを有利にしようと図った。ブランデンブルクの住民はルター派にとどまったため、選帝侯領においては君主と住民の宗派が違うという事態が生まれたが、これは住民に君主の宗派に従うことを定めたアウクスブルクの和議に反するものであった。しかし臣下が信仰を強制されることはなく、後のプロイセン王国における信教の自由という伝統はこの時代にすでに基礎づけられていたことがわかる。ただしカトリックの信仰はいまだ認められていなかった。
選帝侯妃アンナの相続財産ユーリヒ公領は、「女の知行」と呼ばれたクレーフェ公領及びマルク＝ラーフェンスベルク伯領に吸収され、選帝侯家の所領となった。1618年、アルブレヒト・フリードリヒの死にともなって、ヨーハン・ジギスムントはプロイセン公国を相続し、ホーエンツォレルン家宗家の所領はそれまでの2倍の81,000平方kmとなった。こうして所領は拡大したが、各地に散らばった所領は飛び地だらけであった。東のプロイセンは神聖ローマ帝国の外に位置してポーランド、スウェーデン、ロシアとの複雑な関係を抱え、西のライン河畔諸地域はフランスやオランダなどと接しており、これ以降常に大国間の謀略に巻き込まれていくことになった。
1619年12月23日、47歳で脳卒中のため世を去った。その時既に三十年戦争が始まっていたが、軍事費を調達できなかったために独自の兵力がなかったブランデンブルクは、無防備のまま各国の傭兵によって蹂躙されることになった。

## 子女
- ゲオルク・ヴィルヘルム（1595年 - 1640年）
- アンナ・ゾフィア（1598年 - 1659年） - ブラウンシュヴァイク＝ヴォルフェンビュッテル公フリードリヒ・ウルリヒと結婚。
- マリア・エレオノーラ（1599年 - 1655年） - スウェーデン王グスタフ2世アドルフと結婚。
- カタリーナ（1602年 - 1644年） - トランシルヴァニア公ベトレン・ガーボルと結婚、ザクセン＝ラウエンブルク公フランツ2世の息子フランツ・カールと再婚。
- ヨアヒム・ジギスムント（1603年 - 1625年）
- アグネス（1606年 - 1607年）
- ヨハン・フリードリヒ（1607年 - 1608年）
- アルブレヒト・クリスティアン（1609年）